# Mario Kart 8
Mario Kart 8 (マリオカート8 Mario Kāto Eito?) es un videojuego de carreras desarrollado y publicado por Nintendo para la consola Wii U. Es la undécima entrega de la serie Mario Kart, octava en consolas de Nintendo. Fue lanzado en todo el mundo a finales de mayo de 2014, con 1,3 millones de copias vendidas en sus primeros cuatro días, convirtiéndose en el juego más rápidamente vendido de Wii U hasta la fecha. El 26 de junio de 2014, Nintendo registró unas ventas de 2 millones de copias en el primer mes a la venta.

Fue anunciado junto a Yoshi's Woolly World, Super Mario 3D World y un nuevo juego de la saga Super Smash Bros.
En el E3 2014, se anunció que en un futuro algunos títulos, entre ellos Mario Kart 8, tendrán soporte para la próxima línea de figuritas de Nintendo Amiibo.

## Jugabilidad

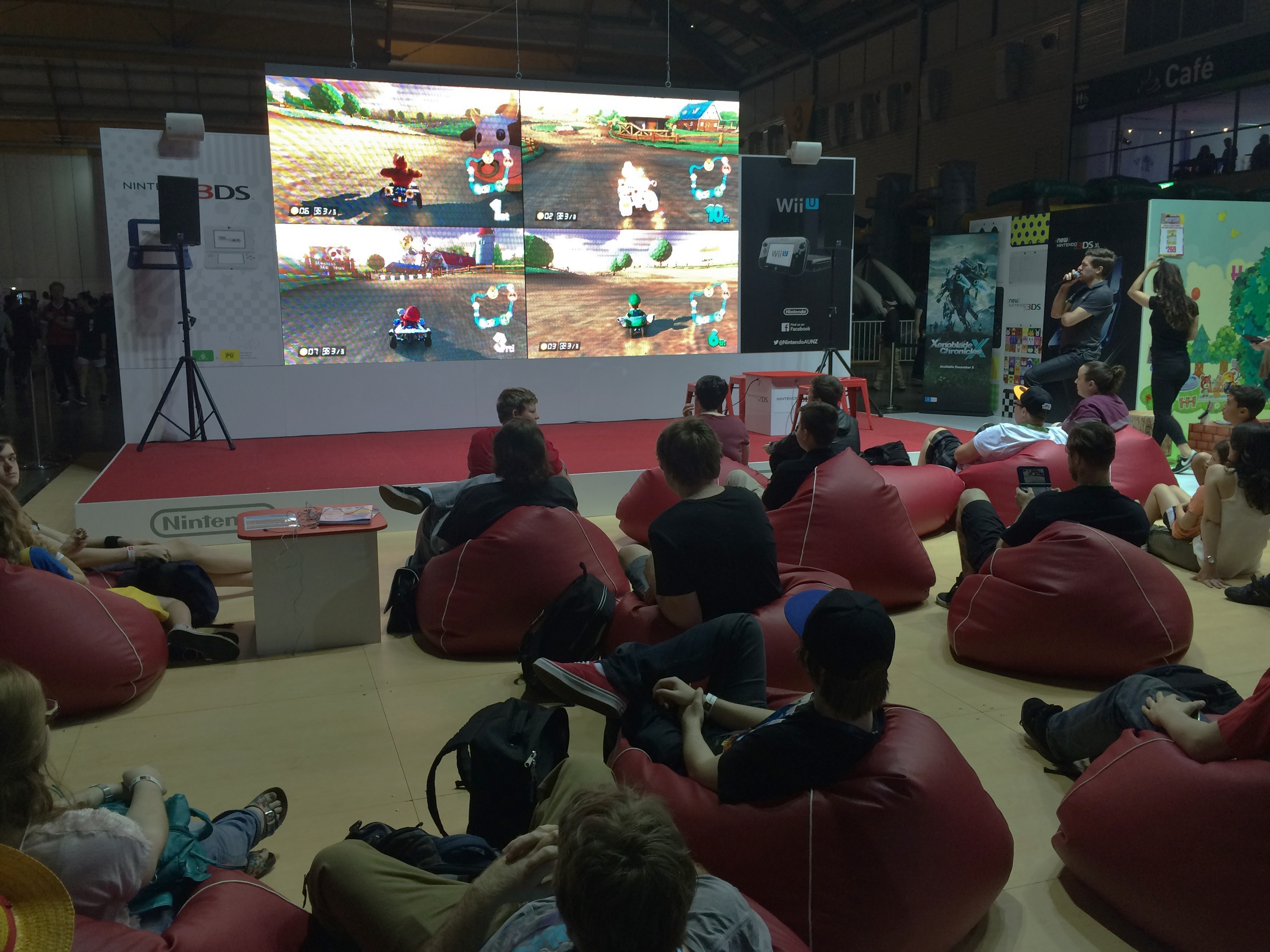
Mario Kart 8 en la EB Games Expo de 2015

La jugabilidad principal sigue siendo la misma de las ediciones anteriores de Mario Kart. Incluye el mismo diseño de Karts de Mario Kart 7, se puede planear con ala deltas y conducir bajo el agua como en la entrega anterior. Las motocicletas introducidas en Mario Kart Wii reapareceren. Y al igual que en la entrega anterior, se pueden personalizar los karts y las motos. El juego, además implementa por primera vez en la serie, cuatrimotos que disponen de buen manejo, y circuitos antigravedad, lo cual permite al jugador conducir sobre las paredes, tejados, laderas o incluso en tramos al revés recordando a las físicas de Super Mario Galaxy. Las carreras vuelven a ser de 12 contendientes como en Mario Kart Wii y no 8 como en Mario Kart 7. Es además la primera entrega de la saga en la que sus gráficos son de alta definición a 1080p y a 60 imágenes por segundo incluso dividida la pantalla para 2 jugadores. Acerca del sonido, la música es orquestada prácticamente en todos los circuitos. También hay posibilidad de crear torneos en el modo en línea.

### Controles
Lista de las posibles combinaciones de controles:
- Wii U GamePad.
- Wii U Pro Controller.
- Wii Remote con el Wii Wheel.
- Wii Remote con Nunchuk.
- Wii Remote con Wii Classic Controller.

### Modos de juego
- Grand Prix — Modo de juego de uno a cuatro jugadores. Los jugadores deberán correr por 4 pistas que componen una de las 12 copas, mientras corre junto a las CPU.
- Contrarreloj — Modo de un solo jugador en el que se disputa una carrera en cualquier circuito sin rivales para conseguir el mejor tiempo.
- Versus — Modo de uno hasta cuatro jugadores, se juega cualquier circuito en frenéticas carreras con nuestras propias reglas.
- Batalla — Batalla para una y hasta cuatro personas en el que se utilizan objetos para intentar explotar los tres globos que se encuentran enganchados a cada adversario.
- Multijugador en línea — Juega contra rivales o amigos de todo el mundo en cualquier pista. Puedes fabricar torneos con tus propias reglas de juego, utilizar funciones de chat de voz mientras esperas jugadores o texto predefinido si así lo desea el jugador.
- Mario Kart TV — Permite utilizar repeticiones o fotografías hechas por el jugador a modo de homenaje a su carrera finalizada en pista, para mostrarlas posteriormente en la red social Miiverse y poder comentar en ellas. También se puede subir estas repeticiones de los mejores momentos directamente a YouTube (ya no está disponible).
- Tienda - Permite descargar sets DLC a través de Nintendo eShop.

## Personajes
Se han confirmado 30 personajes para su lanzamiento y el 26 de agosto de 2014 se confirmaron 6 nuevos personajes, de las cuales 2 pertenecen a la serie Animal Crossing, 2 del videojuego Super Mario 3D World, Bowsitos que ya había aparecido en Mario Kart Wii y Link de The Legend of Zelda que aparecerá por primera vez en un mundo de carreras

, por lo que será el segundo juego de la saga tras Mario Kart DS en incorporar personajes de otras franquicias.

### Personajes veteranos
- Mario
- Luigi
- Peach
- Daisy
- Yoshi
- Toad
- Toadette
- RosalinaHA/EstelaES
- Donkey Kong
- Bebé Mario
- Bebé Luigi
- Bebé Peach
- Bebé Daisy
- Bowser
- Koopa Troopa
- Wario
- Waluigi
- Shy Guy
- Mario de Metal
- Mii
- Lakitu

### Nuevos personajes
- Larry Koopa
- Morton Koopa Jr.
- Wendy O. Koopa
- Iggy Koopa
- Roy Koopa
- Lemmy Koopa
- Ludwig von Koopa
- Luma
- Peach de Oro Rosa (Reaparece en Mario Kart Tour)

### Personajes descargables (DLC)
- Mario Tanooki (Nuevo) (Se desbloquea adquiriendo el set 1) (reaparece en Mario Kart Tour)
- Peach Felina (Nuevo) (Se desbloquea adquiriendo el set 1) (reaparece en Mario Kart Tour)
- Link (Nuevo) (Se desbloquea adquiriendo el set 1)
- Aldeano (Nuevo) (Se desbloquea adquiriendo el set 2)
- Canela (Nuevo) (Se desbloquea adquiriendo el set 2)
- Bowsitos (Se desbloquea adquiriendo el set 2)

Además, al comprar los DLC juntos o por separado, se recibe como premio 8 Yoshis y 8 Shy Guys de distintos colores.
Los personajes Link, Aldeano y Canela, pertenecen a las franquicias The Legend of Zelda y Animal Crossing respectivamente, convirtiendo a Mario Kart 8 en el segundo juego de la saga en incluir personajes de otras franquicias.

## Objetos
Como información acerca de la jugabilidad de Mario Kart 8, sólo se podrá llevar como máximo un objeto en manos del jugador. Se pierde la opción de conseguir más de un objeto a la vez, dato que se podía realizar en Mario Kart: Double Dash, deshaciendo completamente las estrategias del múltiple bloqueo de proyectiles que acechen al jugador.

### Trampas
- Plátano — Es una cáscara de plátano arrojadizo que puede ser lanzado hacia atrás o hacia adelante. Son resbaladizos, y aquel que los toque acabará girando por un breve periodo de tiempo.
- Trío de plátanos — Funcionan de la misma forma que los plátanos, pero tendrás tres e irán girando sobre tu kart, así que los que se acerquen al portador recibirán un resbalón.
- Blooper - Lanza tinta a todos los vehículos que van delante de ti y dificulta la visión de los pilotos durante un tiempo, si nos lo tiran podemos limpiarnos la tinta entrando en una zona de agua o con los aceleradores.
- Rayo - Hace dar vueltas sin control a todos tus oponentes. También les reduce su tamaño y velocidad durante un cierto periodo de tiempo. Además le quita los objetos a los rivales quedándose estos por el suelo, como plátanos, caparazones y champiñones que podemos aprovechar para dar un acelerón.

### Proyectiles
- Caparazón verde - Es un tipo de proyectil que al ser arrojado se dirige en línea recta rebotando por paredes hasta impactar al jugador que esté muy cerca, también se puede colocar detrás del kart o moto cómo escudo para evitar que otro proyectil te ataque.
- Trío de caparazones verdes - Son 3 caparazones verdes con la misma función de un caparazón verde, pero irán girando alrededor del kart o moto que actúa como un escudo, cada caparazón desaparece tras ser arrojados uno por uno o ser tocado por otro jugador.
- Caparazón rojo - Es la mejora del caparazón verde que al ser arrojado, se dirige automáticamente hacia el jugador que está delante de tu kart o moto impactando y aturdiendo durante instantes.
- Trío de caparazones rojos - Son 3 caparazones rojos con la misma función de un caparazón rojo, también actúa como un escudo, aparece si estás entre el 4.º y el último lugar de la carrera.
- Caparazón Azul con pinchos - El clásico caparazón aparecido por primera vez en Mario Kart 64, éste caparazón se dirige al jugador que lidera la carrera (1.er lugar) y pasando por otros jugadores si están cerca del caparazón ya que la trayectoria es terrestre.
- Flor de Fuego - Te permite lanzar bolas de fuego durante un cierto período de tiempo. Si alcanzan a algún vehículo, este dará vueltas sin control. Muy buena para atacar a grupos delante de nosotros.
- Bob-omb - Una vez que lo lances, explotara al cabo de un tiempo o cuando un vehículo choque contra el. La onda expansiva hará volcar o dar vueltas sin control a todos los vehículos que alcance. Si no lo tenemos muy claro para lanzarlo a rivales que estén por delante siempre mejor para atrás ya que a veces puede darnos a nosotros mismos al lanzarla hacia delante.

### Objetos de movilidad
- Champiñón — Objeto de movilidad que proporciona al jugador que lo utiliza como un acelerón o propulsor.
- Triple champiñón — Funciona igual que los champiñones pero éstos giran alrededor del kart portador con la diferencia de que en esta ocasión puedes hacer hasta tres acelerones de corta duración.
- Champiñón dorado Proporciona al usuario repetitivos acelerones y velocidades durante unos segundos.
- Bill Bala — Al usarse, el usuario quedará transformado en una rápida bala durante un periodo de tiempo que se define mediante la cantidad de puestos adelantados gracias a su uso. Si no ha adelantado a ningún corredor, el efecto desaparecerá más tarde.
- Superestrella — Invencibilidad ante cualquier tipo de choque, volcando a los karts al paso del jugador mientras se utiliza, salvo caídas o golpes contra paredes. Es un objeto de tiempo limitado durante aproximadamente 7 segundos y medio.
- Moneda — Objeto introducido por primera vez en Super Mario Kart, que otorga 2 monedas al jugador portador. Cuantas más monedas disponga el jugador en una carrera, más rápido conducirá. Lo máximo a conseguir en una carrera es de hasta diez y también pueden encontrarse durante el transcurso de la pista. Las monedas también ayudarán a desbloquear partes para los karts, cuadrones y motos. Si el jugador choca contra algunos obstáculos, es golpeado o se cae del circuito, perderá 3 monedas.

### Objetos nuevos
- Boomerang (Proyectil) — Puede ser usado tres veces como máximo. Lanza un búmeran que golpeará a aquellos personajes colocados alrededor del jugador que lo utiliza. Se puede lanzar hacia atrás.
- Planta Piraña (Trampa) — Los karts o motocicletas que se coloquen por delante del jugador serán mordidos por ella. Cada vez que alarga su tallo proporciona pequeños turbos. Objeto de tiempo limitado durante unos segundos.
- Ocho Loco — Funciona de manera similar al objeto "ruleta del 7" de Mario Kart 7, otorgando al jugador ocho objetos simultáneamente girando alrededor del kart que constan de: caparazón rojo, caparazón verde, superestrella, moneda, bob-omb, plátano, blooper y champiñón.
- Superbocina — Al usarse los karts y objetos que estén alrededor volcarán, incluidos los caparazones con pinchos y los demás objetos o proyectiles.
- Rupia - Tiene la misma funcionalidad de una moneda, sólo está disponible en "Circuito Hyrule".
- Baya - Tiene la misma funcionalidad de un champiñón turbo, que solo está disponible en "Animal Crossing".

## Circuitos
Mario Kart 8 cuenta con 32 circuitos, 16 circuitos nuevos y 16 circuitos retro (renovados de otras entregas de Mario Kart), pero con la llegada del DLC en el juego se incorporaron 16 circuitos, divididos en cuatro copas, 9 circuitos Nitro y 7 circuitos Retro. Hubo dos paquetes DLC, el primero salió en noviembre de 2014 y el segundo en abril de 2015.

### Circuitos Nitro
| Copa Champiñón                            | Copa Flor         | Copa Estrella                 | Copa Especial      |
| ----------------------------------------- | ----------------- | ----------------------------- | ------------------ |
| Estadio Mario Kart                        | Circuito Mario    | Aeropuerto Soleado            | Ruta Celeste       |
| Parque Acuático                           | Puerto Toad       | Cala Delfín                   | Dunas Huesitos     |
| Barranco Goloso                           | Mansión Retorcida | ElectródromoHA/DiscoestadioES | Castillo de Bowser |
| Ruinas Don PisotónHA/Ruinas Roca PicudaES | Cataratas Shy Guy | Cumbre Wario                  | Senda Arco Iris    |

### Circuitos Retro
| Copa Caparazón       | Copa Plátano           | Copa Hoja            | Copa Centella              |
| -------------------- | ---------------------- | -------------------- | -------------------------- |
| Wii Pradera Mu-Mu    | GCN Desierto Seco-Seco | DS Estadio Wario     | DS Reloj Tictac            |
| GBA Circuito Mario   | SNES Prado Rosquilla 3 | GCN Tierra Sorbete   | 3DS Tuberías Planta Piraña |
| DS Playa Cheep Cheep | N64 Pista Real         | 3DS Circuito Musical | Wii Volcán Gruñón          |
| N64 Autopista Toad   | 3DS Jungla DK          | N64 Valle de Yoshi   | N64 Senda Arco Iris        |

### Circuitos DLC 1
| Copa Huevo                | Copa Trifuerza       |
| ------------------------- | -------------------- |
| GCN Circuito Yoshi        | Wii Mina de Wario    |
| Estadio Excitebike        | SNES Senda Arco Iris |
| Ruta Dragón               | Base Polar           |
| Ciudad MudaHA/Mute CityES | Circuito de Hyrule   |

### Circuitos DLC 2
| Copa Crossing              | Copa Campana                           |
| -------------------------- | -------------------------------------- |
| GCN Parque Bebé            | 3DS Ciudad Koopa                       |
| GBA Tierra de Quesorallado | GBA Ruta ListónHA/Ruta del LazoES      |
| Bosque Mágico              | Metro CampanaHA/Estación Tilín TolónES |
| Animal Crossing            | Gran AzulHA/Big BlueES                 |

## Descripción de los circuitos
Los nombres de los circuitos son casi similares en las versiones hispanoamericana y española.

### Copa Champiñón
- Estadio Mario Kart: Es el primer circuito del juego y el primero en tener pista antigravedad. Se trata de un gran coliseo con público, tiene una pantalla gigante reflectando al jugador que está en carrera y ciertos lugares del circuito poseen arenas y tuberías.
- Parque Acuático: El segundo circuito y la primera en ser acuática en gran parte de la pista. Posee submarinos, conchas de moluscos, Cheep Cheeps de metal y una ruleta gigante de Wario.
- Barranco Goloso: El tercer circuito del juego, que tiene un tema parecido al Barranco Champiñón de Mario Kart Wii con grandes champiñones elásticos, pero esta vez se trata de una pista llena de dulces como tortas, donas, molinos de waffer, chocolate, etcétera. El público en las gradas son galletas en forma de muñecos.
- Ruinas Don PisotónHA/Ruinas Roca PicudaES: Es el último circuito de la copa, que consiste en unos templos construidos con toda clase de piedras y rocas, y cuenta con la presencia de Thwomps (Don Pisotón/Roca Picuda) en gran parte de la pista.

### Copa Flor
- Circuito Mario: Uno de los circuitos que más ha llamado la atención de los corredores, ya que en gran parte de la pista podemos conducir de cabeza abajo gracias al modo antigravedad. Se trata de una pista basada en una Banda de Möbius en forma de "8" con el Castillo de Peach y jardines con césped.
- Puerto Toad: Es un puerto con un pueblo y tranvías. También se ve una estatua de Peach refiriéndose a la estatua de la libertad.
- Mansión Retorcida: Como el nombre lo dice, es una gran mansión fantasmal con caminos retorcidos y presencia de Boos con peces esqueletos. Una parte del circuito es acuático. Tiene un tema parecido al circuito Mansión de Luigi de Mario Kart DS.
- Cataratas Shy Guy: Se trata de una mina con cataratas. Los Shy Guys se ubican en las minas excavando cristales y los corredores pueden subir y descender en las cataratas gracias al modo antigravedad.

### Copa Estrella
- Aeropuerto Soleado: Como el nombre lo dice, es un aeropuerto caluroso con un terminal, aviones despegando y una gran pista de aterrizaje.
- Cala Delfín: Otro de los circuitos acuáticos, pero acuático en casi todo el circuito.
- ElectródromoHA/DiscoestadioES: Un circuito novedoso con ambiente de discoteca, Koopas, Shy Guys y Plantas Pirañas bailando al ritmo de la música, decorada con luces láser y una enorme bola de discoteca que tiene el icono del juego.
- Cumbre Wario: Es un circuito de cordillera totalmente nevada, con montañas, árboles, rampas y globos aerostáticos con emblemas de algunos personajes. Es el circuito Nitro más largo del juego, y el segundo más grande de todos (solo detrás de la Senda Arco Iris de Mario Kart 64) con 3 puntos de control diferentes, que son desde la salida de un avión hasta el descenso nevado.

### Copa Especial
- Ruta Celeste: Se trata de un circuito aéreo en las nubes con tormentas eléctricas, tallos de hojas, Paratroopas y la Fortaleza Aérea de Bowser. La música hace referencia a Super Mario Galaxy y a su secuela, Super Mario Galaxy 2.
- Dunas Huesitos: Un desierto arenoso al atardecer, con fósiles de criaturas prehistóricas, un barco volador navegado por Toads y enemigos con fósiles vivientes como Huesitos y Plantas Piraña. La entrada a la cueva tiene la cara de Bowsitos, y la música de fondo es de estilo español.
- Castillo de Bowser: Es un castillo con estatuas de Bowser que arrojan rayos láser, además de péndulos con pinchos, bolas de fuego en forma de Y, el gran Bowser hecho de piedras golpeando con el puño a cualquier jugador que se acerque y rocas rodando por el camino.
- Senda Arco Iris: Ubicada en una estación espacial, ha sido renovada con un suelo de cristal que cambia de color, con la presencia de un transbordador espacial, satélites y Toads astronautas orbitando por el espacio.

### Copa Caparazón
- Wii Pradera Mu-Mu (Mario Kart Wii): Es una granja al amanecer con presencia de Mu-Mus y Topos Monty como obstáculos, además de molinos de viento. La pista tiene gran cantidad de césped.
- GBA Circuito Mario (Mario Kart: Super Circuit): Este circuito está completamente renovado en comparación con el original, con un sector de antigravedad en la gran curva, llantas de seguridad, conos y charcos de alquitrán (como en Super Mario Kart).
- DS Playa Cheep Cheep (Mario Kart DS): Es una gran playa con presencia de cabañas, Piantas, flancogrejos, y peces Cheep Cheep nadando sobre la pista.
- N64 Autopista Toad (Mario Kart 64): Se trata de una autopista ubicada en Toad City en la que transitan medios de transporte (carros, autobuses, camiones, etc.). Tiene un centro comercial propio de Toad llamado "Toad Services" y de fondo una ciudad llamada Ciudad Toad. El tránsito puede variar, todos al sentido de los karts, un carril en sentido contrario o dos carriles en sentido contrario.

### Copa Plátano
- GCN Desierto SecoHA/Desierto Seco-SecoES (Mario Kart: Double Dash!!): Es un desierto soleado con muchas pirámides egipcias, arenas movedizas, Pokeys y un oasis. También, en el transcurso de la carrera, algunos obeliscos se caerán permitiendo realizar acrobacias.
- SNES Prado Rosquilla 3 (Super Mario Kart): Se trata de una pista con propiedad de pradera que tiene un gran lago, torres en el fondo y un sector resbaloso con Topos Monty. Es un circuito un poco complicado, ya que tiene algunas curvas casi difíciles de derrapar.
- N64 Pista Real (Mario Kart 64): Una pista al puro estilo del juego Super Mario 64, con ambiente de ríos, cerros, una pradera, globos aerostáticos al descender de un puente propulsor y el gran Castillo de Peach.
- 3DS Jungla DK (Mario Kart 7): Es una pista derivada del juego Donkey Kong Country Returns con presencia de unas criaturas llamadas Tikis. Se trata de una jungla con la nueva casa de Donkey Kong y el templo dorado.

### Copa Hoja
- DS Estadio Wario (Mario Kart DS): Se trata de un estadio con pista de arcilla todo-terreno, una pista diseñada para hacer acrobacias gracias a las rampas propulsoras, bolas de fuego formadas en círculos y todo qué dificulta la movilidad.
- GCN Tierra Sorbete (Mario Kart: Double Dash!!): Es una pista nevada con una subpista subterránea bien helada, con presencia de Shy Guys patinadores, además de témpanos y una cueva.
- 3DS Autopista Musical/Circuito Musical (Mario Kart 7): Como el nombre lo dice, es un circuito con varios instrumentos musicales como recorrer en un piano, hacer acrobacias tocando tambores y recorrer por los xilófonos, referencia al piano. Esto cuenta con una dificultad ligeramente elevada, ya que es fácil que los corredores que van en los últimos lugares le toquen un rayo.
- N64 Valle de Yoshi (Mario Kart 64): Se trata de una multi-pista jardinera al atardecer, con la presencia de un huevo gigante de Yoshi orbitando en el camino y un cañón que servirá para impulsar al jugador y descender en la multi-pista. Cuenta con una elevada dificultad debido al hecho de que los corredores nunca saben en qué posición van.

### Copa Centella
- DS Reloj Tic Tac (Mario Kart DS): Es una pista formada por mecanismos interiores y exteriores de relojes, con péndulos, engranajes y agujas minuteras.
- 3DS Tuberías Planta Piraña (Mario Kart 7): Se trata de una pista con alcantarillados y desagües provenientes de las tuberías. Es acuática en la mayoría del circuito, y posee Plantas Piraña mordiendo a cada piloto que se le acerque.
- Wii Volcán Gruñón (Mario Kart Wii): Una pista rocosa con lava de volcán y piedras calientes. Posee lava seca pegajosa que impide circular con normalidad. A medida que progresa la carrera en este circuito, se hundirán algunas plataformas de suelo.
- N64 Senda Arco Iris (Mario Kart 64): Es una pista espacial nocturna sobre una ciudad (semejante a París) con presencia de Chomps y un tren volador conducido por Toads que arrojan monedas a la pista. Las constelaciones de los personajes son reemplazadas por fuegos artificiales que toman forma de los 6 personajes que han estado presente desde Super Mario Kart (Mario, Peach, Luigi, Toad, Yoshi y Bowser). Al parecer, la carrera se da en época navideña o Víspera de Año Nuevo, ya que en la ciudad hay pequeñas referencias que son característicos de dicha época (como pinos de Navidad y luces LED). A diferencia de la pista original, la pista se divide en tres secciones y no en tres vueltas debido a su longitud.

### Copa Huevo
- GCN Circuito Yoshi (Mario Kart: Double Dash!!): El primer circuito de todas las ediciones de Mario Kart en formato descargable. Es una isla en las orillas playeras con forma perimetral de Yoshi. Posee jardines, tuberías con Plantas Piraña y un túnel. Además, la pista posee curvas cerradas casi difíciles de derrapar dependiendo del vehículo y el personaje. Este circuito ya había reaparecido en Mario Kart DS, por lo que será la segunda reaparición.
- Estadio Excitebike: Desde su primera aparición en la clásica consola NES en 1984-1985, Excitebike está de regreso con una pista en forma de óvalo característica de los estadios olímpicos. La pista es de arcilla con charcos de barro y muchas rampas que permiten a los corredores hacer acrobacias. Además, el circuito cambia de rampas aleatoriamente.
- Ruta Dragón: Es un circuito al estilo oriental donde podremos conducir sobre el Dragoloso (dragón aparecido como jefe en Super Mario Galaxy 2) tanto cabeza arriba como cabeza abajo, gracias al modo antigravedad.
- Ciudad MudaHA/Mute CityES[7]: Una pista originaria de F-Zero que aparece por primera vez en una edición de Mario Kart, es decir, una pista del futuro ambientada en la ciudad Mute City conocida antes como Nueva York. Esta pista tiene antigravedad en toda la carrera. Además, encontrarás varias rampas propulsoras y dos zonas de recarga que servirán para recargar monedas, ya que es una pista con mucha longitud.

### Copa Trifuerza
- Wii Mina de Wario (Mario Kart Wii): Esta pista está ambientada en una mina de oro con propiedad de Wario, con carros que llevan oro, un sector con Shy Guys mineros y Swoopers. Ahora, los vagones nos dan la posibilidad de hacer un Mini-turbo en vez de quedarnos aturdidos como en la pista original.
- SNES Senda Arco Iris (Super Mario Kart): Es la primera Senda Arco Iris de la saga Mario Kart. El circuito es totalmente rediseñado con efectos brillantes tanto en la pista, en las colinas de fondo y en los Don Pisotón que caen al golpe y producen ondas al camino, así como dicho circuito ya había reaparecido en Mario Kart 7 y en Mario Kart: Super Circuit, siendo la tercera vez.
- Base Polar: Un circuito novedoso de hielo bajo el sol. Posee 2 pistas divididas en colores amarillo y verde, ideal para escoger las mejores curvas y encontrar posibles atajos.
- Circuito de Hyrule: Si bien vemos a Link como un nuevo personaje de una de las sagas más famosas de Nintendo, The Legend of Zelda, para Mario Kart 8, el circuito no podría faltar en esta copa. Se trata de un escenario basado en el Castillo de Hyrule y sus alrededores. Las monedas han sido reemplazadas por las rupias, las cajas de objetos producen el sonido de cuando abres un cofre y también está la presencia de Plantas Piraña carnívoras y Swoopers originarios de la franquicia.

### Copa Animal/Copa Crossing
- GCN Parque Bebé (Mario Kart: Double Dash!!): El circuito que reaparece por segunda vez después de Mario Kart DS, ahora en Mario Kart 8. Es un circuito pequeño con forma de óvalo. El ambiente es en un parque de diversiones donde los juegos mecánicos son promocionados por Bebé Mario, Bebé Luigi, Bowser Jr y Yoshi. Toads y Yoshis animan la carrera, y a diferencia de Mario Kart DS, este circuito vuelve con sus 7 vueltas originales, y con función antigravedad activada durante toda la carrera.
- GBA Tierra de Queso (Mario Kart: Super Circuit): Este circuito reaparece con grandes novedades gráficas a diferencia de la pista original: ahora el ambiente es por el día en un desierto de queso con rocas de queso y con curvas complejas de queso, el fondo es más desierto de queso con estructuras con forma de pizza (con queso) y se agregan barrancos de queso. A diferencia de su original, se reemplazaron los Little Mousers por Chomps Cadenas esto por razones desconocidas.
- Bosque Mágico: Un circuito novedoso, y como el nombre lo dice, se trata de una pista en un bosque habitado por Shy Guys y Toads, con el descenso troncoso a modo de catarata y aldeas con casas.
- Animal Crossing: Un circuito inspirado en la franquicia Animal Crossing llega por primera vez a una edición de Mario Kart y al mundo de las carreras. La pista consiste en una ciudad con muchos árboles y una playa, donde habitan animales antropomórficos. Dicho circuito posee de 4 estaciones climáticas que son Primavera, Verano, Otoño e Invierno, y es elegido de manera aleatoria dentro de la copa.

### Copa Campana
- 3DS Ciudad Koopa (Mario Kart 7): El primer circuito de esta copa original de Mario Kart 7. El circuito es una pista mojada a causa de la lluvia que se presenta, la pista es aérea en una ciudad sobre unos puentes con un túnel y el ambiente que tiene que ver con una ciudad del futuro tal vez controlada por Bowser.
- GBA Ruta ListónHA/Ruta del LazoES[8] (Mario Kart: Super Circuit): Uno de los circuitos que reaparece en esta edición de Mario Kart totalmente remasterizada, como Tierra de Queso. A diferencia de la original, el lazo se divide en 3 colores: la zona roja hace referencia a Peach, la zona verde a Bowser y la zona azul a Rosalina. Además, está ubicada dentro de la recámara de un niño con presencia de toda clase de juguetes, listones de colores, y sin olvidar las cajas de regalos.
- Metro CampanaHA/Estación Tilín-TolónES[9]: Se trata de una estación de metro con la estación principal y una vía subterránea con presencia de trenes y rieles de paso, donde hay que ir derrapando en ciertos lugares.
- Gran AzulHA/Big BlueES[10] (F-Zero): Otro circuito novedoso de la franquicia F-Zero y el segundo en Mario Kart 8 después del circuito "Ciudad Muda/Mute City". El circuito es parecido a la pista anterior.

## Vehículos

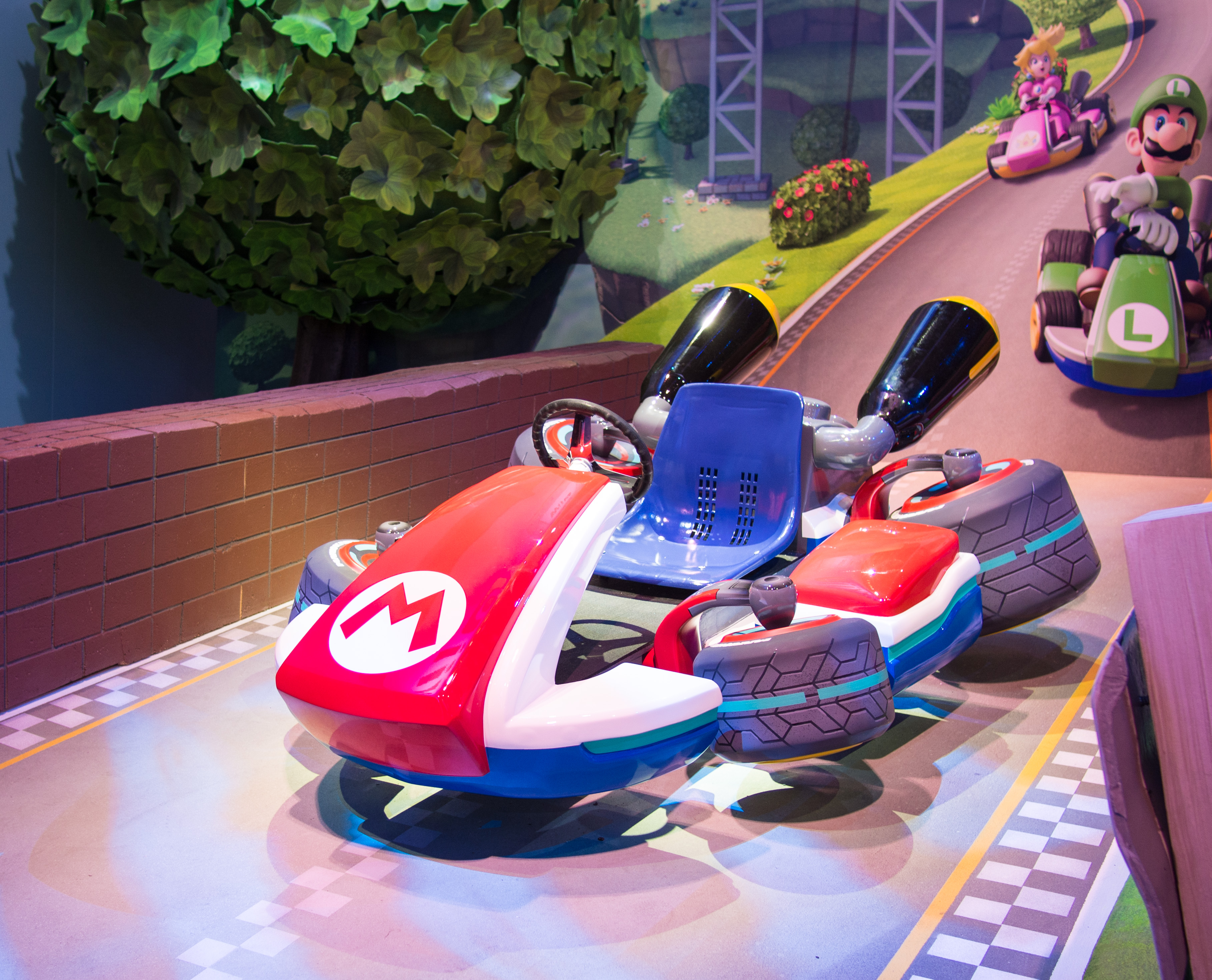
Modelo de un Kart del juego.

### Karts
- Estándar
- Tubiturbo (de Super Mario Kart) (Se desbloquea con monedas)
- Mach 8
- Subacuauto (Se desbloquea con monedas)
- Mininomóvil / Felino (Se desbloquea con monedas)
- Relámpago 1 (Se desbloquea con monedas)
- Tribólido (Se desbloquea con monedas)
- Pandillero / Clásico
- Turbocarroza (Se desbloquea con monedas)
- Marchimotas/Catina GTI
- Autonave / Nave Bowser (Se desbloquea con monedas)
- Zapatículo / Turbotenis
- Deportivo (de Mario Kart 7) (Se desbloquea con monedas)
- Dorado (de Mario Kart 7) (Se desbloquea obteniendo un mínimo de clasificación de una estrella en todas las copas de Grand Prix Espejo)
- Blue Falcon (de Mario Kart Wii) (Coche de F-Zero disponible en el Set 1 descargable en Nintendo eShop)
- Rayo GTI (de Mario Kart DS) (Kart disponible en el Set 1 descargable en Nintendo eShop)
- Kart Tanuki (Kart disponible en el Set 1 descargable en Nintendo eShop)
- Insecturbo / Kartrópodo (Kart disponible en el Set 2 descargable en Nintendo eShop)
- Bólido P (Kart disponible en el Set 2 descargable en Nintendo eShop)

#### Mercedes-Benz × Mario Kart 8

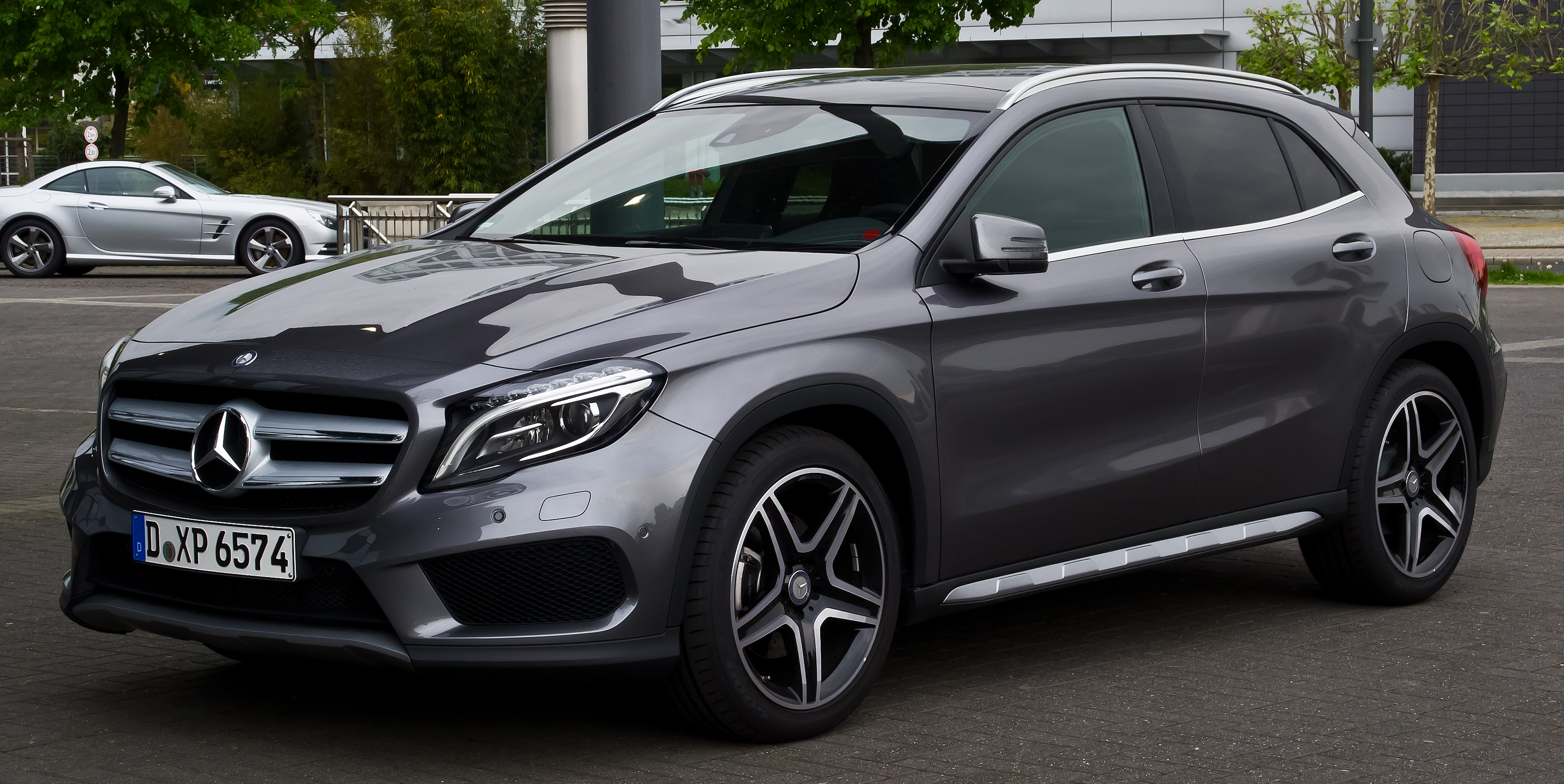
Mercedes-Benz GLA.

- Mercedes-Benz GLA (Descargable desde Nintendo eShop)
- Mercedes-Benz W25 Silver Arrow (Descargable desde Nintendo eShop)
- Mercedes-Benz 300 SL Roadster (Descargable desde Nintendo eShop)

### Motocicletas
- Estándar
- Torbellino (Se desbloquea con monedas)
- Moto Bala / Moto GP (Se desbloquea con monedas)
- Cibermoto / Megamoto (Se desbloquea con monedas)
- Llama Fugaz (Se desbloquea con monedas)
- Mototerreno (Se desbloquea con monedas)
- Chiquimoto (Se desbloquea con monedas)
- Motorreactor / Halcón (Se desbloquea con monedas)
- Moto Yoshi / Yoshiciclo
- Moto Hyliana (Motocicleta disponible en el Set 1 descargable en Nintendo eShop)
- Cicloneta / Motoneta (Motocicleta disponible en el Set 2 descargable en Nintendo eShop)

### Cuadrones/Cuatrimotos/ATV
- Estándar
- Floruquad / Floruga (Se desbloquea con monedas)
- Quad Osito / Cuatripeluche (Se desbloquea con monedas)
- Trimoto Calavera / Huesosicleta (Cuadrón/Cuatrimoto disponible en el Set 2 descargable en Nintendo eShop)

### Neumáticos
- Normal
- Pequeño
- Clásico (Se desbloquea con monedas)
- Todoterreno
- Liso (Se desbloquea con monedas)
- Metálico (Se desbloquea con monedas)
- Botón (Se desbloquea con monedas)
- Esponja (Se desbloquea con monedas)
- Madera
- Rally
- Acolchado (Se desbloquea con monedas)
- Normal azul (Se desbloquea con monedas)
- Todoterreno cítrico (Se desbloquea con monedas)
- Pequeño cian (Se desbloquea con monedas)
- Clásico rojo (Se desbloquea con monedas)
- Liso morado (Se desbloquea con monedas)
- Rally blanco (Se desbloquea con monedas)
- Dorado (Se desbloquea batiendo todos los fantasmas del personal en cada pista)
- Neumático del GLA Mercedes-Benz (Descargable desde Nintendo eShop)
- Trifuerza (Disponible en el Set 1 descargable en Nintendo eShop)
- Leaf (Disponible en el Set 2 descargable en Nintendo eShop)

### Alas
- Superala
- Ala Nubes (Se desbloquea con monedas)
- Ala Wario (Se desbloquea con monedas)
- Ala Ardigordi/Ala Ardillenita (Se desbloquea con monedas)
- Parasol Peach (de Mario Kart 7) (Se desbloquea con monedas)
- Paracaídas
- Parapente (de Mario Kart 7)
- Ala Flor (Se desbloquea con monedas)
- Cometa Bowser / Ala Bowser (Se desbloquea con monedas)
- Parapente MKTV (Se desbloquea con monedas)
- Planeador (Se desbloquea con monedas)
- Dorada (de Mario Kart 7) (Se desbloquea adquiriendo 10.000 monedas)
- Ala Hyliana (Disponible en el Set 1 descargable en Nintendo eShop)
- Ala Papel (Disponible en el Set 2 descargable en Nintendo eShop)

## Modo Batalla
Para Mario Kart 8, los escenarios de batalla se basan en pistas nitro y retro del juego base. Entre ellos son:
- Circuito Mario
- Puerto Toad
- Wii Pradera Mu Mu
- N64 Autopista Toad
- GCN Desierto Seco
- SNES Prado Rosquilla 3
- GCN Tierra Sorbete
- N64 Valle de Yoshi

## Recepción y crítica
Mario Kart 8 recibió en promedio críticas positivas, consiguiendo una puntuación de 89 por parte de Metacritic y un 88.34% por parte de Game Rankings. El juego ha sido muy bien criticado con respecto a sus hermosos gráficos y su música orquestada. La jugabilidad también ha sido bien criticada. Sin embargo, el modo Batalla, en el cual las pistas reemplazan a los campos de batalla, ha sido fuertemente criticado por no innovar en absoluto a las pistas de grand prix del mismo juego.
Ha obtenido una audiencia 3 veces mayor que la de otras entregas de la saga, siendo elogiado por la crítica mundial, llegando a ser tan popular que incluso muchos de los grandes Youtubers y productores de gameplays y videotests de videojuegos, han aportado sus críticas constructivas y jugado el videojuego .

## Mario Kart 8 Deluxe
A principios de 2017, se había anunciado una versión remasterizada de Mario Kart 8, lanzada para Nintendo Switch, en la que, a diferencia del original, los modos de batalla cambian por nuevos campos de batalla o se puede llevar más de un objeto, entre otras cosas. Dicho juego fue lanzado el 28 de abril de 2017.